# Ai Xia
Ai Xia ( 艾霞 ), née le 29 novembre 1912 à Tianjin, morte le 15 février 1934 à Shanghai, est une actrice chinoise du cinéma muet et parlant, également scénariste. Elle s'est suicidée en 1934, ce qui a inspiré au réalisateur Cai Chusheng le film Femmes nouvelles sorti la même année, et dont l'actrice principale Ruan Lingyu s'est également suicidée.

## Biographie
Née en 1912 à Tianjin dans une famille de la classe moyenne, elle étudie à l'Université. Après avoir été diplômée, elle tombe amoureuse de son cousin avec qui elle a un enfant. La famille désapprouvant cette relation, ils doivent se séparer. En 1928 elle est contrainte à un mariage arrangé, mais elle s'enfuit à Shanghai pour poursuivre sa carrière au cinéma. Elle avait fait ses débuts en tant qu'actrice de théâtre, avant de rejoindre la société de production Mingxing Film Company en 1932. Elle écrit un livre Xiandai yi Nüxing (Femmes nouvelles) en 1933, qui a été adapté au cinéma la même année sous le titre Femmes nouvelles. Le film n'a pas été bien reçu par la critique à cause de l'accent mis sur la révolution. Elle a été une des deux seules femmes scénaristes de cette période du cinéma chinois.
Elle se suicide en 1934 en absorbant de l'opium brut. Étant la première actrice chinoise à se suicider, sa mort est devenue iconique dans le cinéma chinois, et un symbole pour l'émancipation des femmes chinoises.

## Filmographie

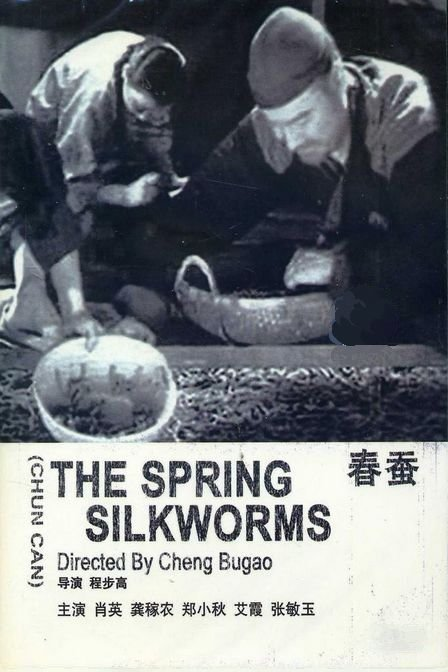
Affiche de Spring Silkworms (1933).

- 1922 : Adventures in a Battlefield
- 1922 : Jiu hen xin chou
- 1933 : Les Vers à soie du printemps (Spring Silkworms)
- 1933 : Good Harvest
- 1933 : Sons and Daughters of the Times
- 1933 : A Modern Woman
- 1933 : Two Verses One
- 1933 : Cosmetics of Market